# Conversa com o Vizinho
Conversa com o Vizinho é um quadro do pintor português José Malhoa, criado em 1932, que retrata uma rapariga jovem inclinada sobre o parapeito de uma janela. Pintura a óleo sobre tela, mede 31 cm de altura e 27,5 cm de largura.
O quadro está no Museu José Malhoa nas Caldas da Rainha.